# Сеятель (станция)
Сеятель — железнодорожная станция в Советском Районе Новосибирска. 
Находится в микрорайоне Щ, является важным транспортным узлом, обеспечивающим связь с центром Новосибирска. 
27 сентября 2007 года был открыт мост через Бердское шоссе, связавший клинику Мешалкина на одной стороне и Музей Железнодорожной техники на другой. 23 октября 2009 года был сдан второй пролёт моста до станции Сеятель . Ранее, чтобы попасть со станции на Бердское шоссе приходилось проходить насквозь через пути и территорию музея. 
22 июня 2015 было открыто новое здание вокзала на месте снесённого старого. Деревянное здание 1928 года постройки было самым старым в Академгородке.

## Пункты назначения[5]

### Пригородное сообщение
- Новосибирск-Главный
- Бердск (Н.-Главный — Бердск)
- Искитим (Н.-Главный — Искитим)
- Ложок (Искитим) (Н.-Главный — Ложок)
- Черепаново (Н.-Главный — Черепаново)
- Барнаул (Согласованные поезда Н.-Главный — Черепаново — Барнаул)

### Поезда дальнего следования
- Новосибирск
- Томск (№ 392 Риддер — Томск)
- Бийск (№ 601 Томск — Бийск, № 363 Томск — Караганда (в составе поезда прицепные вагоны до Бийска))
- Усть-Каменогорск, Риддер (№ 391 Томск — Риддер)
- Алматы (№ 301 Новосибирск — Алматы)
- Кулунда, Карасук (№ 603 Новосибирск — Кулунда («двухгруппный», в Черепаново часть вагонов становится скорым поездом № 91 Черепаново — Карасук))
- Славгород (№ 603 Новосибирск — Славгород)
- Ташкент (№ 369 Новосибирск — Ташкент)
- Павлодар, Астана, Караганда (№ 363 Томск — Караганда)